# Consejería de Educación y Deporte de la Junta de Andalucía
La Consejería de Educación y Deporte fue el departamento de la Junta de Andalucía encargado de las competencias autonómicas en materia de educación infantil, primaria, secundaria y formación profesional.  Recibió este nombre durante la XI legislatura (2019-2022).
Fueron sus consejeros y máximos responsables Francisco Javier Imbroda Ortiz desde su nombramiento el 22 de enero de 2019 hasta su fallecimiento; el entonces vicepresidente Juan Antonio Marín Lozano de forma interina y Manuel Alejandro Cardenete Flores hasta la supresión de la consejería el 26 de julio de 2022. Tuvo su sede en el edificio conocido como Torretriana, en la calle Juan Antonio de Vizarrón, s/n, de la Isla de la Cartuja, Sevilla.
En 2018 contó con un presupuesto de 6.329 millones de euros.

## Entes adscritos a la consejería
- Consejo Escolar de Andalucía
- Ente Público Andaluz de Infraestructuras y Servicios Educativos
- Agencia Andaluza de Evaluación Educativa
- Instituto Andaluz de Enseñanzas Artísticas Superiores
- Empresa Pública para la Gestión del Turismo y del Deporte de Andalucía S.A. (EPGTDA)
- Fundación Gastronomía Andaluza
- Fundación Real Escuela Andaluza de Arte Ecuestre

## Consejeros
A lo largo de su historia, los Consejeros de Educación de la Junta de Andalucía han sido los siguientes:
- Eugenio Alés Pérez (1978-1979)
- Manuel Gracia Navarro (1982-1986)
- Antonio Pascual Acosta (1986-1994)
- Inmaculada Romacho Romero (1994-1996)
- Manuel Pezzi Cereto (1996-2000)
- Cándida Martínez López (2000-2008)
- Teresa Jiménez Vílchez (2008-2009)
- María del Mar Moreno Ruiz (2009-2010)
- Francisco Álvarez de la Chica (2010-2012)
- María del Mar Moreno Ruiz (2012-2013)
- Luciano Alonso Alonso (2013-2015)
- Adelaida de la Calle Martín (2015-2017)
- Sonia Gaya Sánchez (2017-2019)
- Francisco Javier Imbroda Ortiz (2019-2022)
- Manuel Alejandro Cardenete Flores (2022)
- Patricia del Pozo Fernández (2022- actualidad)